# Cultura de Senegal
La República de Senegal, se ubica en el sector occidental de África, donde la mayoría de su gente (94%) practica la religión musulmana, lo que hace entrever que sus tradiciones y costumbres están muy ligadas a estas creencias.

## Idioma

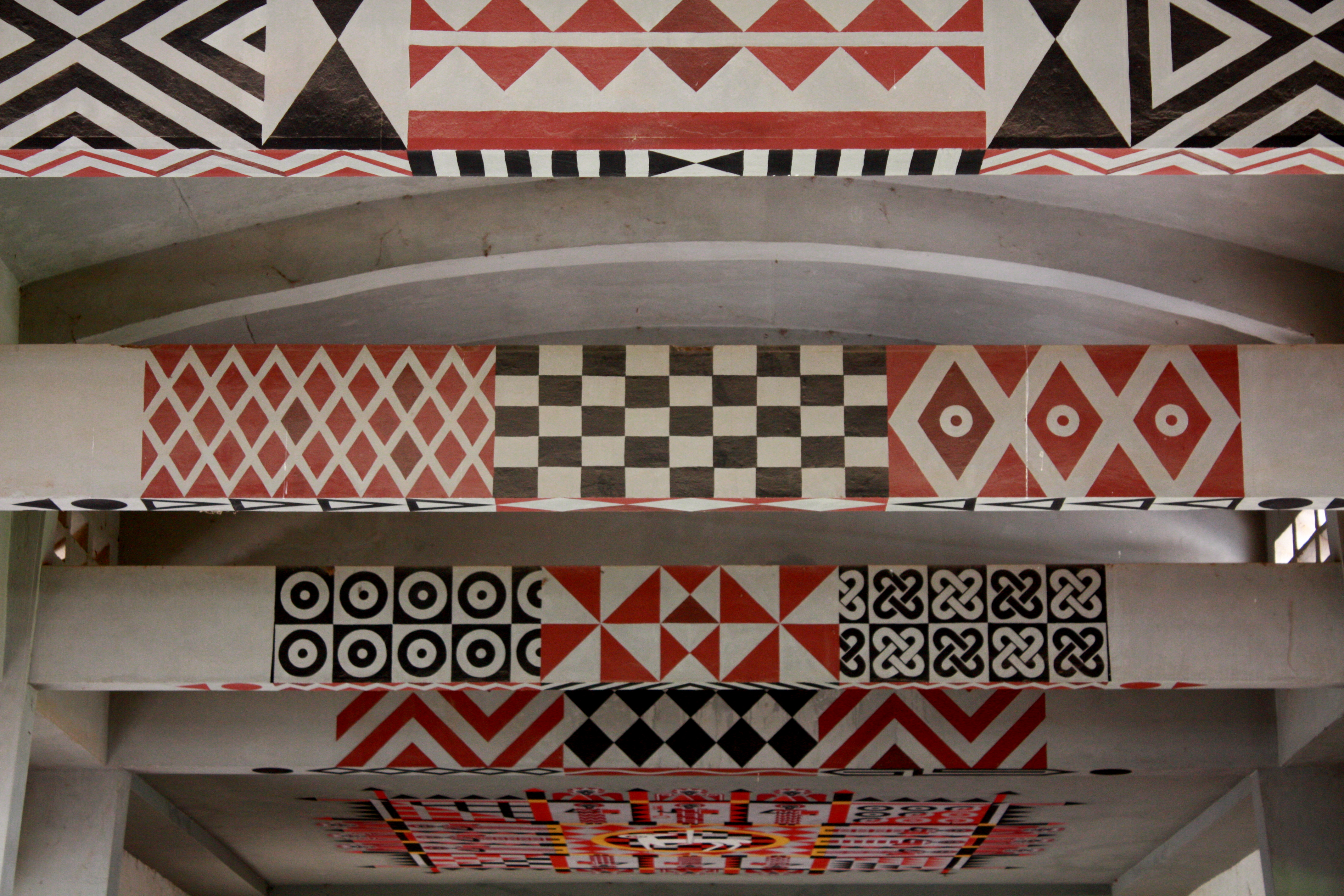
Decorado de un techo en Senegal.

El idioma oficial de Senegal es el francés. Pese a que el francés es el idioma en Senegal que se utiliza para los negocios y la administración, en la vida cotidiana, hay otro idioma que tiene gran importancia en el país: el wolof.

## Gastronomía

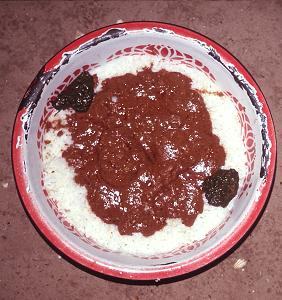
Plato típico del país.

La gastronomía de Senegal, es una de las mejores de África, es una cocina sela donde predominan los cereales como alimento básico en su cocina, como el arroz ingrediente principal de muchos de sus platos, además de carnes, pescados "Thiebou Diene = Arroz con pescado", verduras, especias, aceites y salsas.

## Música

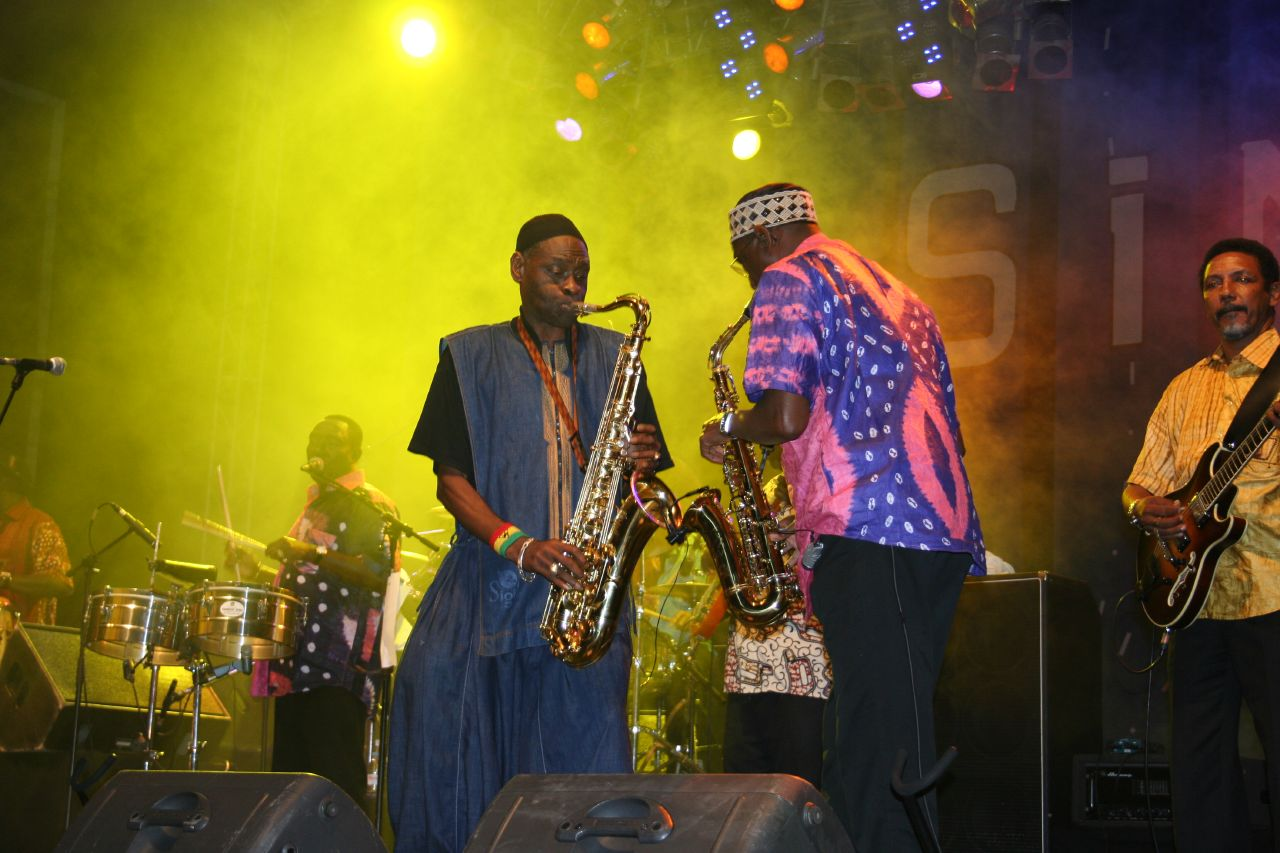
Orquesta en Senegal.

Senegal, es un país rico en valores musicales. En gran número de ocasiones se reúnen en torno a los “griots” (portadores de la música y la tradición del país) aplaudiendo con sus manos y moviendo sus caderas a un ritmo que hace las delicias del público. Cada grupo étnico tiene música e instrumentos propios.
La mayoría de las tradiciones musicales del país están basados en la danza; en el sentido de que están compuestas para bailar. Los otros tipos de música son las “Nguel” y la “Wango”. Los instrumentos musicales populares del país son los distintos tipos de tambores como “Neunde”, “tiol”, “Jembe”, “Calabash” y “Riti”. Aparte de estos hay un xilófono como el instrumento llamado “Balafons”.
Uno de los exponentes mayormente reconocidos internacionalmentes es Baaba Mal.